# Allocader
Allocader is een geslacht van wantsen uit de familie van de Tingidae (Netwantsen). Het geslacht werd voor het eerst wetenschappelijk beschreven door Carl John Drake in 1950.

## Soorten
Het genus bevat de volgende soorten:

- Allocader cordatus (Hacker, 1927)
- Allocader leai (Hacker, 1928)
- Allocader nesiotes Drake & Ruhoff, 1962